# Hemibracon rufidorsum
Hemibracon rufidorsum är en stekelart som först beskrevs av Gyöö Viktor Szépligeti 1901.  Hemibracon rufidorsum ingår i släktet Hemibracon och familjen bracksteklar. Inga underarter finns listade i Catalogue of Life.